# Ceratobasidium pseudocornigerum
Ceratobasidium pseudocornigerum é uma espécie de fungo pertencente à família Ceratobasidiaceae.